# Theta
För andra betydelser, se Theta (olika betydelser).
Theta (grekiska: θήτα), versal: Θ, gemen: θ, är den åttonde bokstaven i det grekiska alfabetet, men var ursprungligen den nionde och hade därför i det joniska talbeteckningssystemet siffervärdet 9. Dess ljudvärde var ursprungligen ett aspirerat t-ljud, [tʰ], men har i modern grekiska ändrats till ett tonlöst läspljud ([θ], /th/). Jämför Þ [törn].

## Unicode
|   | decimalt | hexadecimalt | HTML    |
| - | -------- | ------------ | ------- |
| θ | 952      | 3B8          | &theta; |
| Θ | 920      | 398          | &Theta; |